# Marcos Saback

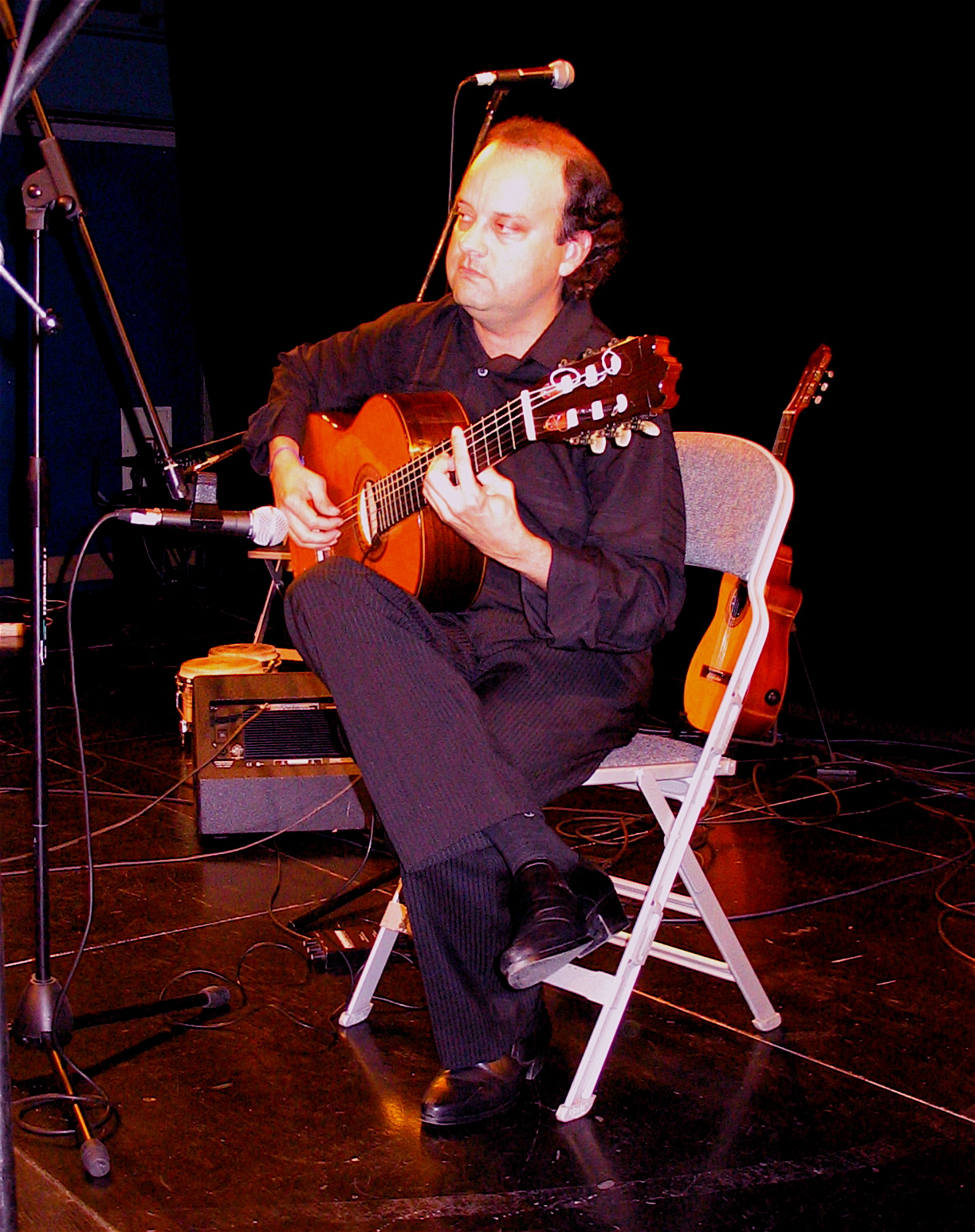
Marcos Saback, vor 2007 in Berlin

Marcos Cezar Silva Saback (* 17. Juni 1971 in Salvador da Bahia) ist ein brasilianischer Gitarrist.

## Werdegang
Marcos Saback begann im Alter von 11 Jahren Gitarre zu lernen und wurde dabei von der lokalen Musik sowie heimatlichen Rhythmen stark beeinflusst.
1988 schrieb er sich an der Escola de Música der Universidade Federal da Bahia ein, um klassische Gitarre mit dem italienischen Meister Leonardo Viccenzo Boccia zu studieren.
1989 nahm er mit 16 Jahren am Wettbewerb „Junge Instrumentalisten in Bahia“ teil. Er erhielt die Auszeichnung „Entdeckung des Wettbewerbs“. Im selben Jahr trat er in das Gitarrenorchester der UFB als Erste Gitarre ein.
1990 lernte er den spanischen Gitarristen Paco de Lucía kennen. Von ihm erlernte er neue Techniken und erhielt vertiefende Hinweise zu seinen Studien zur Flamenco-Musik. 1993 reiste er zum ersten Mal nach Europa auf Einladung des Percussionisten der Gruppe von Paco de Lucía, Ruben Dantas. Dort konnte er seine Studien zur Flamenco-Gitarre mit dem Roma-Gitarristen Antón Gimenez intensivieren. Ab 1994 entwickelte er ein eigenständiges Repertoire, mit dem er zur latein-amerikanischen Musik zurückkehrt. Dabei integrierte er unterschiedliche Rhythmen wie Samba, Choro, Bossa-Nova und Baião sowie lateinamerikanische Rhythmen wie unter anderem Rumba, Merengue, Guaguancó. 1998 veröffentlichte er das Album „Calamares“ mit neun Eigenkompositionen.
2000 ging er auf Tournee in Europa mit der „Marcos Saback Group“, dabei trat er u. a. in Deutschland und Spanien auf. 2005 veröffentlichte er sein zweites Album „Magia Latina“ mit zehn Eigenkompositionen, mit denen er zu seinen lateinamerikanischen Wurzeln zurückkehrte. 2006 nahm er in Frankfurt „Invierno en Frankfurt“ auf, eine Hommage an brasilianische Komponisten. 2008 veröffentlichte er seine erste DVD parallel zu einem Album auf „De volta a Bahia“. 2011 produzierte er seine zweite DVD „Marcos Saback Live in Teatro Castro Alves“.

## Diskografie
- Calamares (1998)
- Canciones Latinidad Collection (2000)
- Reencontro (2004)
- Magia Latina (2005)
- Invierno en Frankfurt (2006)
- Marcos Saback Live in Hamburg (2007)
- De Volta a Bahia (2008) DVD
- De Volta a Bahia (2008) CD
- Marcos Saback Live in Teatro Castro Alves (2011)